# Walter Lohmann
Walter Lohmann (Bochum, 21 de juliol de 1911 - Sion, Suïssa, 18 d'abril de 1993) fou un ciclista alemany, professional des del 1927 fins al 1947. Es va especialitzar en el ciclisme en pista, destacant del seu palmarès el Campionat del món de mig fons.

## Palmarès
- 1932
  - 1r a la Berlín-Cottbus-Berlín amateur
- 1934
  - 1r als Sis dies de Berlín (amb Viktor Rausch)
- 1937
  -  Campió del món de mig fons
- 1938
  -  Campió d'Alemanya en mig fons
- 1941
  -  Campió d'Alemanya en mig fons
- 1943
  -  Campió d'Alemanya en mig fons
- 1944
  -  Campió d'Alemanya en mig fons
- 1946
  -  Campió d'Alemanya en mig fons
- 1948
  -  Campió d'Alemanya en mig fons
- 1949
  -  Campió d'Alemanya en mig fons
- 1951
  -  Campió d'Alemanya en mig fons
- 1953
  -  Campió d'Alemanya en mig fons